# Fernand Froyen
Fernand M.H.J. Froyen (Kanne, 29 juli 1921 – Hasselt, 18 december 1990) was een Belgische muziekpedagoog en componist. Hij was getrouwd met Hoewaer Lily
Hij kreeg zijn muziekopleiding aan het Koninklijk Conservatorium Antwerpen. Hij studeerde voor harmonieleer bij Jef Van Hoof (1941), voor contrapunt en fuga bij Karel Candeal (1942 en 1945) en compositieleer bij Flor Alpaerts en Lodewijk De Vocht, in de eerste drie gevallen met eerste prijzen. Een muziekloopbaan was voor hem weggelegd, maar hij koos de kant van de muziekpedagogiek. In 1945 werd hij aangesteld als docent aan de Muziekacademie in Hasselt. Hij gaf er les in harmonieleer, contrapunt en fuga, werd er in 1946 directeur en werd in 1954 benoemd tot directeur van het dan Stedelijk Conservatorium Hasselt. Hij zou veertig jaar leiding geven. In die tijd gaf hij ook leiding aan het kamerorkest van die stad. Het conservatorium heeft in "Auditorium Fernand Froyen" een concertzaal.
In de loop der jaren verscheen een aantal composities van zijn hand, soms voor zijn eigen orkest of voor zijn eigen opleidingsinstituut, zoals Herinnering voor viool en piano, Avondliedeke voor sopraan en piano en Variaties op ritmische beelden uit 1969 (onderwijs).